# Mars superliga 2000/2001
Mars superliga v sezóně 2000/01 byl v pořadí osmý ročník nejvyšší samostatné fotbalové ligové soutěže na Slovensku. Titul získal Inter Bratislava, který tak obhájil vítězství z předchozího ročníku.

## Konečné pořadí
|    | Mužstvo                       | Z  | V  | R  | P  | VG | OG | B  | Poznámky                       |
| -- | ----------------------------- | -- | -- | -- | -- | -- | -- | -- | ------------------------------ |
| 1  | AŠK Inter Slovnaft Bratislava | 36 | 25 | 5  | 6  | 73 | 28 | 80 | Liga mistrů UEFA - 2. předkolo |
| 2  | ŠK Slovan Bratislava          | 36 | 21 | 8  | 7  | 84 | 49 | 71 | Pohár UEFA - 1. předkolo       |
| 3  | MFK Ružomberok                | 36 | 15 | 10 | 11 | 51 | 48 | 55 | Pohár UEFA - 1. předkolo       |
| 4  | FC Artmedia Petržalka         | 36 | 15 | 9  | 12 | 59 | 55 | 54 | Pohár Intertoto                |
| 5  | MŠK Žilina                    | 36 | 11 | 12 | 13 | 41 | 46 | 45 |                                |
| 6  | FK Matador Púchov             | 36 | 9  | 13 | 14 | 47 | 53 | 40 |                                |
| 7  | 1. FC Tatran Prešov           | 36 | 10 | 10 | 16 | 44 | 54 | 40 |                                |
| 8  | FK Ozeta Dukla Trenčín        | 36 | 11 | 6  | 19 | 35 | 59 | 39 |                                |
| 9  | 1. FC Košice                  | 36 | 10 | 7  | 19 | 42 | 61 | 37 |                                |
| 10 | FC Spartak Trnava             | 36 | 8  | 10 | 18 | 39 | 62 | 34 | sestup do I. ligy              |

## Tabulka střelců
| Pořadí | Hráč             | Góly | Klub               |
| ------ | ---------------- | ---- | ------------------ |
| 1.     | Szilárd Németh   | 23   | Inter Bratislava   |
| 2.     | Ľubomír Meszároš | 18   | Slovan Bratislava  |
| 3.     | Tibor Jančula    | 17   | Slovan Bratislava  |
| 4.     | Ali Lembakoali   | 16   | Matador Púchov     |
| 5.     | Ľubomír Reiter   | 12   | MŠK Žilina         |
| 6.     | Tomáš Oravec     | 11   | MŠK SCP Ružomberok |
| 7.     | Róbert Vittek    | 10   | Slovan Bratislava  |
| 7.     | Peter Babnič     | 10   | Inter Bratislava   |
| 9.     | Jozef Mužlay     | 9    | Matador Púchov     |
| 9.     | Norbert Hrnčár   | 9    | Slovan Bratislava  |

## Vítěz
| Mars superliga 2000/01 AŠK Inter Slovnaft Bratislava (2. titul) |